# Ambidextra organisationer
Ambidextra organisationer (engelska: ambidextrous organizations) är företag som är kapabla till att både utveckla sin kärnverksamhet och samtidigt utforska nya tillväxtmöjligheter. De drar nytta av befintliga kunder och tillgångar och på samma gång upptäcker nya marknader, nya produkter och nya metoder.